# Günther av Schwarzburg-Rudolstadt
Günther (fullständigt namn Günther Viktor), född 21 augusti 1852 i Rudolstadt, död 16 april 1925 i Sondershausen, var 1890-1918 den siste regerande fursten av Schwarzburg-Rudolstadt och 1909-1918 tillika regerande furste av Schwarzburg-Sondershausen.

## Biografi
Günther var son till prins Adolf av Schwarzburg-Rudolstadt (1801-1875) och Mathilde av Schönburg-Waldenburg (1826-1914). Fadern var kusin till den vid Günthers födelse regerande furst Albert (1798-1869).
Günther studerade vid Vitzhumsches Gymnasium i Dresden, senare vid universitetet i Leipzig. I fransk-tyska kriget 1870-1871 deltog han som frivillig vid Mecklenburgska dragonregementet och nådde löjtnants grad. Efter kriget studerade han vid krigsskolan i Dresden innan han fullföljde sina studier universitetsstudier i statsvetenskap. 
Då furst Alberts son, Günthers syssling Georg, var ogift och barnlös blev Günther efter sin faders död 1875 tronföljare till Schwarzburg-Rudolstadt. Den 19 januari 1890 efterträdde han Georg som regerande furste.
År 1909 dog Karl Günther, den siste manlige ättlingen av huset Schwarzburgs andra regerande gren, Schwarzburg-Sondershausen, och i enlighet med ett fördrag inom ätten från 1713 tillträdde Günther även som regent i detta furstendöme. Han titulerade sig därefter i regel endast "furste av Schwarzburg". Denna personalunion innebar en återförening av två furstendömen som varit åtskilda sedan 1500-talet.
De återförenade ländernas tronföljd var fortsatt osäker då Günthers äktenskap (ingånget 1891) med prinsessan Anna Luise av Schönburg-Waldenburg (1871-1951) förblev barnlöst. Som tronföljare antog Günther därför en morganatisk syssling, prins Sizzo av Leutenberg (1860-1926). Sizzos utnämning till tronföljare kom i praktiken att bli betydelselös i och med den tyska novemberrevolutionen 1918, vilken tvingade Günther att, som en av de sista furstarna i det Tyska riket, abdikera. 
Den 22 november 1918 abdikerade han som furste av Schwarzburg-Rudolstadt och tre dagar senare även som dito av Schwarzburg-Sondershausen. I samband med sin tronavsägelse slöt även Günther ett avtal med den nyblivna fristaten Schwarzburg-Rudolstadt rörande viss egendom. Härvid tillföll bland annat de furstliga mynt- och vapensamlingarna staten medan Günther tillerkändes ett årligt underhåll om 150 000 mark samt nyttjanderätten till flera av de furstliga slotten inkluderande dessas jakträttigheter.
Günthers abdikation innebar slutet på en mer än 700-årig tradition av Schwarzburgskt styre, och då den före detta fursten knappt sju år senare avled dog därmed också den sista legitima grenen av denna dynasti ut på svärdssidan, även om prins Sizzo formellt övertog rollen som överhuvud för ätten.

## Titulatur
Günthers fullständiga titulatur (före tillträdet till tronen även i Schwarzburg-Sondershausen) var "furste till Schwarzburg-Rudolstadt, greve till Hohnstein, herre till Arnstadt, Sondershausen, Lautenberg och Blankenburg" med mera.